# Seznam předsedů SVU Mánes
Seznam předsedů SVU Mánes představuje chronologicky řazený přehled osobností, které stály v čele Spolku výtvarných umělců Mánes od jeho založení v roce 1887. Účelem spolku byla od počátku podpora diskuse mezi umělci, publikační a výstavní činnost. Zakládající schůze se konala 27. dubna 1887 v hospodě U Ježíška v pražské Spálené ulici. Spolek se pojmenoval po malíři Josefu Mánesovi a za svého prvního předsedu zvolil v nepřítomnosti Mikoláše Aleše.

## Předsedové
| Pořadí | Funkční období | Jméno                    | Obrázek                  | Poznámka                 |
| ------ | -------------- | ------------------------ | ------------------------ | ------------------------ |
| 1      | 1887–1896      | Mikoláš Aleš             |                          |                          |
| 2      | 1896–1899      | Stanislav Sucharda       |                          |                          |
| 3      | 1899–1900      | Karel Ludvík Klusáček    |                          |                          |
| 4      | 1900–1904      | Stanislav Sucharda       |                          |                          |
| 5      | 1905           | Max Švabinský            |                          |                          |
| 6      | 1906           | Stanislav Sucharda       |                          |                          |
| 7      | 1907           | Jan Kotěra               |                          |                          |
| 8      | 1908           | Jan Preisler             |                          |                          |
| 9      | 1909           | Stanislav Sucharda       |                          |                          |
| 10     | 1910           | Jan Preisler             |                          |                          |
| 11     | 1911           | Stanislav Sucharda       |                          |                          |
| 12     | 1912           | Jan Štursa               |                          |                          |
| 13     | 1913–1915      | Otakar Novotný           |                          |                          |
| 14     | 1916           | Jan Preisler             |                          |                          |
| 15     | 1917           | Jan Kotěra               |                          |                          |
| 16     | 1918           | Jan Preisler             |                          |                          |
| 17     | 1919           | T. F. Šimon              |                          |                          |
| 18     | 1919           | Otakar Španiel           |                          |                          |
| 19     | 1920–1931      | Otakar Novotný           |                          |                          |
| 20     | 1932–1937      | Josef Gočár              |                          |                          |
| 21     | 1938–1939      | Václav Špála             |                          |                          |
| 22     | 1940–1956      | Jaroslav Fragner         |                          |                          |
| –      | 1956–1990      | činnost spolku přerušena | činnost spolku přerušena | činnost spolku přerušena |
| 23     | 1990–1995      | Jiří Novotný             |                          |                          |
| 24     | 1995–1999      | Jiří Seifert             |                          |                          |
| 25     | 1999–2005      | Jiří T. Kotalík          |                          |                          |
| 26     | 2005–2008      | Vladimír Preclík         |                          |                          |
| 27     | 2008–2011      | Jiří T. Kotalík          |                          |                          |
| 28     | 2011–2013      | Tomáš Novotný            |                          |                          |
| 29     | 2013–2015      | Adam Hoffmeister         |                          |                          |
| 30     | 2015–          | Ivan Exner               |                          |                          |